# На границе миров
«На границе миров» (швед. Gräns, англ. Border) — шведский фильм в жанре фэнтези, снятый режиссёром Али Аббаси в 2018 году. Экранизация одноимённого рассказа Юна Айвиде Линдквиста, автора бестселлера «Впусти меня». В главных ролях — Ева Меландер и Ээро Милонофф.
Премьера картины состоялась на Каннском кинофестивале 2018 года, где фильм получил премию «Особый взгляд». Также картина включена в официальные программы кинофестивалей Лос-Анджелеса, Торонто и Мюнхена. Фильм был отобран для участия в номинации на «Оскар-2019» в категории «лучший фильм на иностранном языке», однако не вошёл в число пяти итоговых номинантов. Фильм был номинирован на Оскар в категории «лучший грим и причёски».
Фильм вышел в российский прокат 25 октября того же года.
Фильм был удостоен ряда наград на национальной шведской кинопремии «Золотой жук», в том числе в категории лучший фильм года.

## Сюжет
Фильм «На границе миров» рассказывает про молодую женщину Тину, работающую на таможне. У нее от природы уникальный дар — она может читать эмоции людей, а сверхразвитое обоняние помогает ей вычислять нелегальные грузы и ловить контрабандистов. Однако обезображенная внешность сильно усложняет жизнь главной героини, поскольку все вокруг стараются избегать с ней контактов. Однажды она арестовывает мужчину, разум которого закрыт от нее, и это вызывает у Тины особый интерес к его личности. Вскоре он открывает ей тайну, что они мистические существа из одного племени, которое известно человечеству как тролли из скандинавских легенд.

## В ролях
- Ева Меландер — Тина
- Ээро Милонофф — Вуре
- Стен Юнггрен — отец Тины
- Йорген Торссон — Роланд
- Виктор Акерблом-Нильссон — Ульф
- Ракель Вермлендер — Тереза
- Анн Петрен — Агнета
- Кьелль Вильхельмсен — Даниэль
- Матти Боустед — Томас

## Производство
Премьера дублированного трейлера и локализованного постера фильма «На границе миров» состоялась в августе 2018 года".

## Отзывы
Режиссер Али Аббаси определил жанр своей картины как «очень европейский фильм».
Фильм был тепло принят критиками:
- «Картине суждено стать культовой»[11]. Variety
- «Великолепная игра актеров, превосходные визуальные эффекты»[12]. The Hollywood Reporter
- «Один из самых неожиданных фильмов за всю историю кино… Культовый статус картине обеспечен заранее. Такое кино увидишь не каждый год»[13]. Антон Долин. Meduza
- «„На границе миров“ можно назвать успешной попыткой переосмыслить скандинавские мифы»[14]. ELLE.RU

## Награды и номинации
- 2018 — приз программы «Особый взгляд» на Каннском кинофестивале.
- 2018 — участие в конкурсной программе Чикагского и Вальядолидского кинофестивалей.
- 2018 — почётное упоминание фонда Габриэля Шеровера на Иерусалимском кинофестивале.
- 2018 — приз CineVision Award за лучший фильм нового режиссёра на Мюнхенском кинофестивале.
- 2018 — премия норвежских кинокритиков на Норвежском кинофестивале.
- 2018 — премия Европейской киноакадемии за лучшую работу европейского специалиста по визуальным эффектам (Петер Юрт), а также 4 номинации: лучший европейский фильм, лучший европейский режиссёр (Али Аббаси), лучший европейский сценарист (Юн Айвиде Линдквист, Изабелла Эклёф, Али Аббаси), лучшая европейская актриса (Ева Меландер).
- 2019 — номинация на премию «Оскар» за лучший грим и причёски (Ёран Лундстрём, Памела Гольдаммер).
- 2019 — номинация на премию «Сатурн» за лучший международный фильм.
- 2019 — номинация на премию «Бодиль» за лучший неамериканский фильм.
- 2019 — 6 премий «Золотой жук»: лучший фильм, лучшая актриса (Ева Меландер), лучший актёр второго плана (Ээро Милонофф), лучший звук (Кристиан Хольм), лучший грим (Ёран Лундстрём, Памела Гольдаммер, Эрика Спетциг), лучшие визуальные эффекты (Петер Юрт). Кроме того, лента получила три номинации: лучший режиссёр (Али Аббаси), лучший сценарий (Юн Айвиде Линдквист, Изабелла Эклёф, Али Аббаси), лучший монтаж (Андерс Сков, Оливия Нергор-Хольм).
- 2019 — участие в конкурсной программе Стамбульского кинофестиваля.
- 2020 — номинация на премию «Гойя» за лучший европейский фильм.